# Goethestraße 16a (Mönchengladbach)

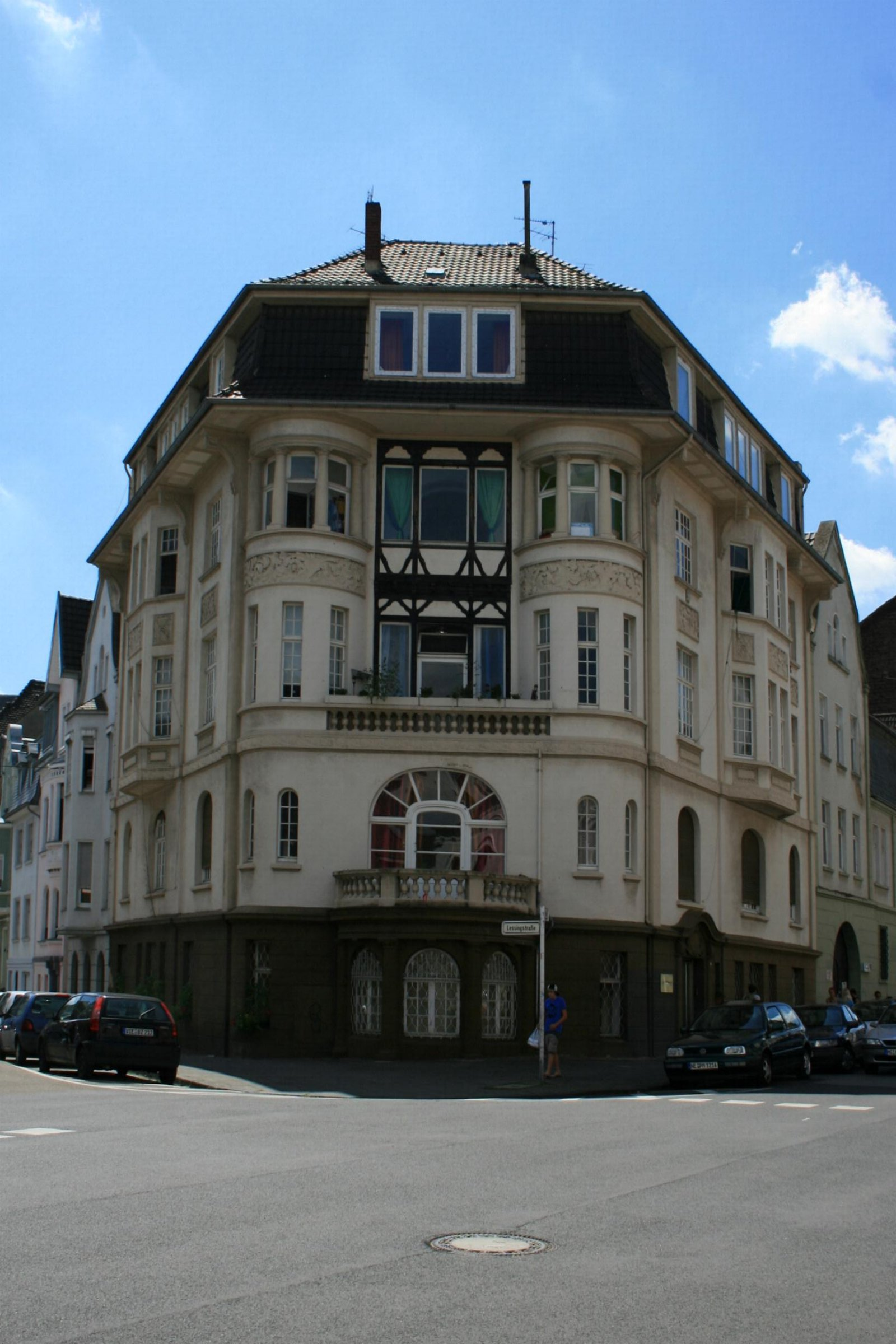
Wohnhaus (2010)

Das Wohnhaus Goethestraße 16a steht in Mönchengladbach (Nordrhein-Westfalen).
Das Gebäude wurde 1910 erbaut. Es wurde unter Nr. G 043 am 23. September 1992 in die Denkmalliste der Stadt Mönchengladbach eingetragen.

## Lage
Die Goethestraße ist ein um die Jahrhundertwende erbautes Wohngebiet südwestlich der Eickener Straße.

## Architektur
Es handelt sich um ein markantes, viergeschossiges Eckgebäude mit 3 : 3 : 3 Achsen unter einem Mansarddach.